# Народное избирательное движение (Аруба)
Народное избирательное движение (нидерл. Electorale Volksbeweging, папьям. Movimiento Electoral di Pueblo, сокращённо MEP) — одна из ведущих политических партий Арубы. Идеология партии — социал-демократия. Партия была основана в 1971 году Бетико Крусом вместе с несколькими однопартийцами, включая Ватти Фоса и Дельвина Гомеса.

## История
На выборах в Совет острова Аруба 7 мая 1971 года Народное избирательное движение сразу же выбилось в лидеры. Новая партия получила 8 099 голосов, что позволило ей занять семь мест в парламенте. С самого начала целью партии было получение отдельного статуса и независимости Арубы. На выборах в штате 1973 года партия получила пять из восьми мест в парламенте Антильских островов. В 1975 году Народное избирательное движение стало крупнейшой политической партией на Арубе. В 1977 году давление усилилось, когда референдум показал, что более 57% избирателей Арубы хотят независимости. Во время конференции круглого стола в Гааге в 1983 году было решено, что Аруба получит отдельный статус в составе Королевства с 1 января 1986 года. Независимость последовала 18 марта 1996 года. На первых выборах на Арубе в ноябре 1985 года партия оставалась крупнейшей на острове, получив 8 мест. Формирование первого кабинета министров после перехода к отдельному статусу, однако, ляжет на коалицию оппозиционных партий.
После того, как Бетико Крус погиб в автокатастрофе в 1986 году, новым лидером был избран Нельсон Одубер. С тех пор Одубер четыре раза занимал пост премьер-министра Арубы. 

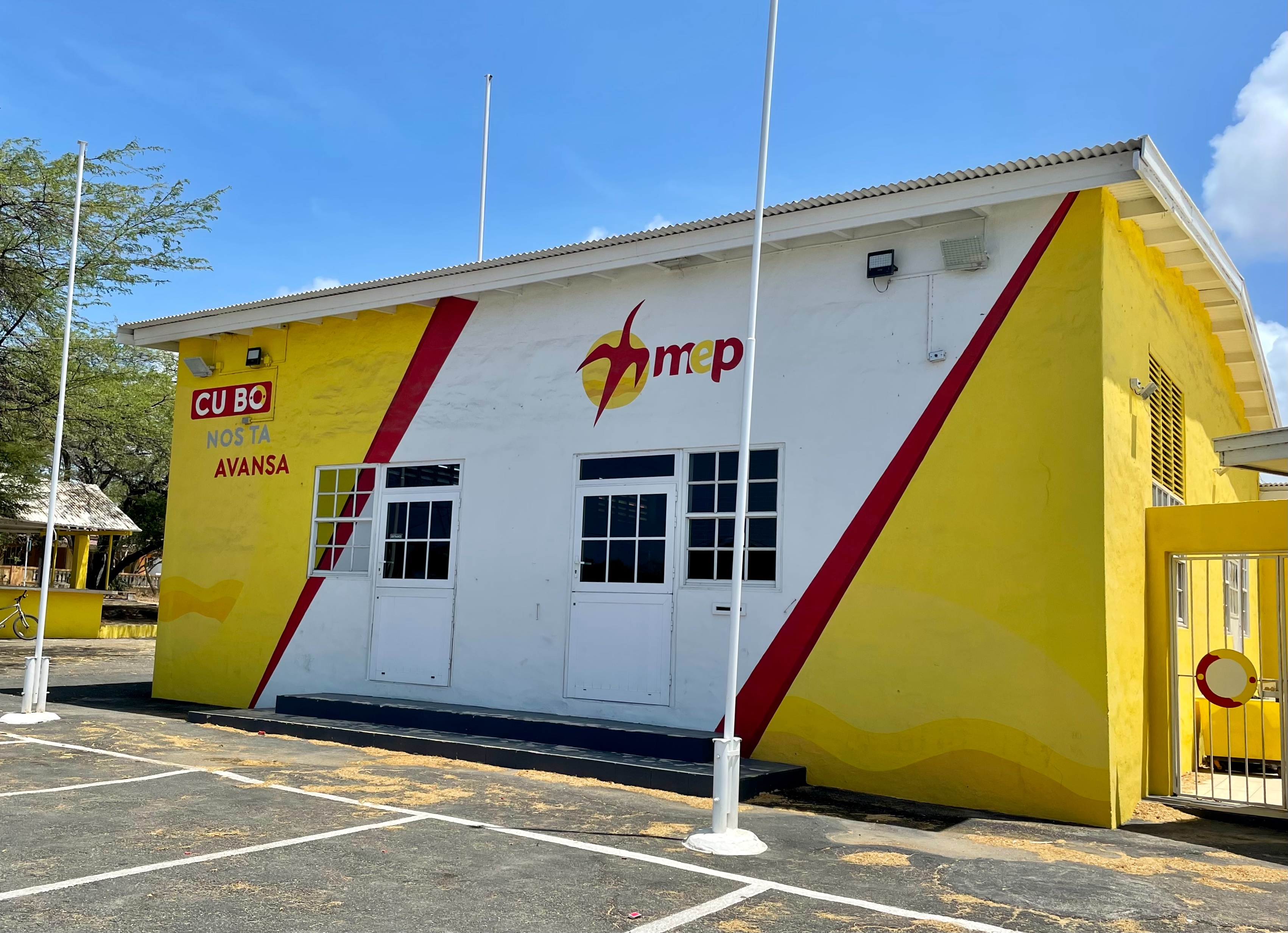
Здание партии в Санта-Крус

На Арубе в период с октября 2001 года по октябрь 2005 года Народное избирательное движение имело большинство голосов и занимало 12 из 21 места. В период с октября 2005 года по октябрь 2009 года она сохранила большинство, получив 11 из 21 места. Таким образом, в оба периода Народное избирательное движение было единственной правящей партией в кабинетах Одубер III и Одубер IV.
После выборов 2009 года Народное избирательное движение потеряло своё большинство и с 2009 по 2017 год находилось в оппозиции. 2011 год был особенно трудным для партии. В результате двух расколов количество мест в партии сократилось почти вдвое (в конце 2011 года партия все еще имела 5 мест). Первый раскол был вызван разногласиями вокруг законопроекта о жесткой экономии, который обсуждался в парламенте в декабре 2010 года. Этот раскол стоил партии 2 мест (25% мест). Мервин Уайатт-Рас и Марисоль Лопес-Тромп продолжали оставаться независимыми членами парламента. Позже партия потеряла еще одно место. Последнее произошло из-за внутренней дискуссии о лидерстве в партии между членами парламента Бооши Вевером и Эвелин Вевер-Крус. В общей сложности партия потеряла более 37% мест, завоеванных в 2009 году.
На выборах 2017 года партия получила 9 мест и с ноября 2017 года обеспечивает пост премьер-министра коалиции MEP-POR-RED. После того, как прокурор объявил, что партия Гордый и уважаемый народ подозревается в растрате государственных средств, Народное избирательное движение прекращает коалицию и предлагает кабинету министров Вевер-Крус I коллективную отставку 30 марта 2021 года. На досрочных выборах 25 июня 2021 года Народное избирательное движение сумело сохранить свои девять мест и снова стало крупнейшей партией на Арубе, набрав 20 701 голос. Партия также набрала наибольшее количество голосов в четырех из шести округов: Ноорд/Танки-Леендерт, Парадера, Санта-Крус en Саванета.
В июне 2019 года лидеры родственных партий Народное избирательное движение и нидерландских Демократов 66 (D66) Рокко Тьон и Роб Йеттен подписали письмо о намерениях более тесно сотрудничать, в том числе в области экологии, образования и экономики. Ранее Народное избирательное движение дало рекомендацию голосовать за кандидата от D66 Самиру Рафаэлу в контексте выборов в Европарламент в 2019 году.
Вместе с Нельсоном Одубером в 2021 году партия учредила Фонд политического обучения Нельсона Орландо Одубера. Фонд будет проводить образовательные лекции для широкой общественности на темы, касающиеся конституции, а также предлагать курсы для начинающих политиков.

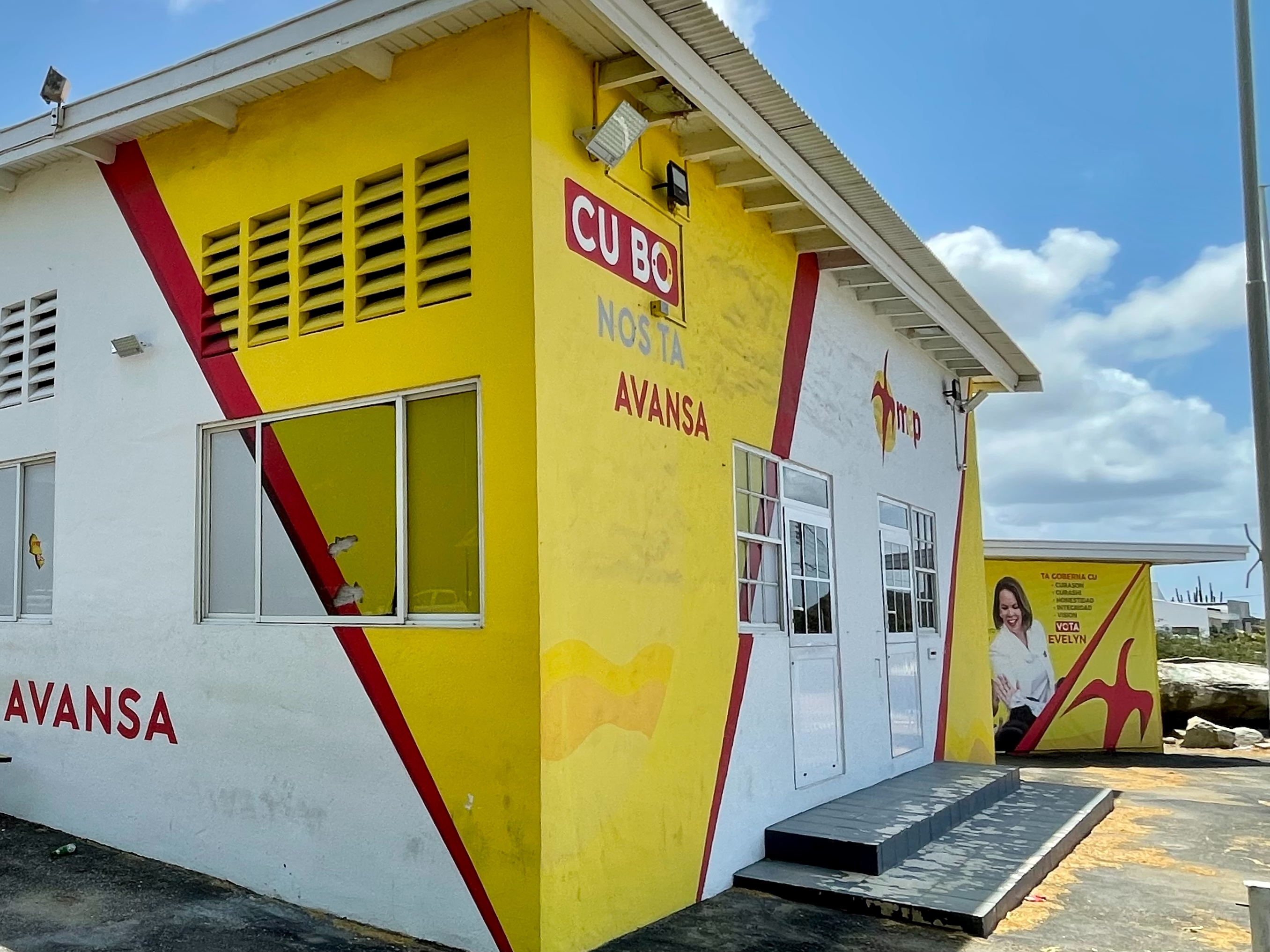
Здание партии в Санта-Крус

## Коалиции
С момента получения Арубой отдельного статуса в 1986 году Народное избирательное движение входило в состав правительства в следующих коалициях:
- 1989—1994: MEP + PPA + ADN (Кабинеты Одубер I и Одубер II)
- 2001—2009: MEP (Кабинеты Одубер III и Одубер IV)
- 2017—2021: MEP + POR + RED (Kabinet-Wever-Croes I)
- c 2021: MEP + RAIZ (Кабинет Вевер-Крус II)

## Управление
Список партийных лидеров
- 1971—1986 Бетико Крус
- 1987—2011: Нельсон Одубер
- 2011 — наше время: Эвелин Вевер-Крус

Лидер Совета острова Аруба
- 1971—1985: Бетико Крус

Список лидеров политических групп в государстве Аруба
- 1986—1989: Нельсон Одубер
- 1989—1991: Грас Бареньо
- 1993—1994: Роланд Лакле
- 1994—2001: Нельсон Одубер
- 2001—2005: Эдвин Якобс
- 2005—2009: Ади Тейсен
- 2011: Бооши Вевери
- 2012—2017: Эвелин Вевер-Крус
- 2017—2021: Рокко Тьон
- 2021—heden: Шэйлини Тромп-Ли

Список председателей партии
- 1971—1981: Бетико Крус
- 1981—1983: Чарро Келли (вице-председатель)
- 1984: Джон ван дер Кёйп
- 1985—1989: Роланд Лакле
- 1989—1992: Феликс Фланегин
- 1992—1994: Гиль Маноло
- 1994—1996: Дирк Думфрис
- 1996—1998: Руди Крус
- 2009—20??: Сузанн Синт Йаго
- 2013—2019: Геррит Крус
- 2019—2022: Хендрик Тевреден
- 2022—2024: Рики Хук